# 願望 (台灣電視劇)
願望是三立台灣台的連續劇。2024年開始製作，屬於八點檔（通常上映時間是週一至週五的八點整）。據三立YouTube官方頻道的正式預告3《四葉草同心篇》透露，上映時間是2024年7月10日晚上8點，播映頻道是三立台灣台。劇情被質疑抄襲民视連續劇意難忘

## 劇情簡介暨角色資訊
周勝強（黃少祺飾）、陳進輝（陳冠霖飾）與方耀武（江宏恩飾）是共赴東南亞發展的結拜兄弟。某天三人冒險從事走私活動，卻因為鬼王（霍正奇飾）使其關係產生變化。
鬼王為了奪回鑽石，追殺周勝強等人，後因方耀武為了自保，導致替周勝強擋下子彈的陳進輝跌下山崖失憶。之後陳進輝被鬼王的女兒明娜（許鈞鈞飾）救起後到日本發展，並改名青木洋介。陳進輝失蹤後，妻子江碧玉（廖苡喬飾）與長子陳子維（楚翔飾）因走投無路而被高世賢（江國賓飾）救下，而後發現懷上遺腹女陳曉春（林萱瑜飾）。
因為當時的錯誤讓周勝強心理過不去並因此被方耀武制衡。方耀武除了自有的大方營造外另也因受惠於周勝強持有勝發集團股份。關係變化後他們為了財富而產生衝突，像是方耀武指示兒子和勝發集團搶標案。
周勝強因為心裡過不去而持續尋找陳進輝的親人，但沒有發現母親的看護江碧玉與自己勝發集團旗下開發部經理陳曉春是陳進輝的親人，這個過程中陳曉春發現陳進輝的離去可能與周勝強有關。在勝發集團任職期間陳曉春介紹李冬雨（邱子芯飾）入職勝發集團任業務部經理，李冬雨因為父親欠債而生活困頓，因陳曉春家提供協助，故李冬雨和陳曉春家關係良好，除把江碧玉看成母親一般外也和陳子維發展為男女朋友。
周勝強的妻子貴婦孫麗紅（江祖平飾）和單親媽媽江碧玉為了彼此的願望相互爭奪，彼此關係緊張，經常互相針對，兩人的恩怨可追溯至學生時期⋯⋯

## 製作過程
開鏡儀式在2024年6月11日舉行，參與人員包含黃少祺、陳冠霖、江宏恩、江國賓、江祖平等主要演員。在劇中兩人飾演夫妻。為了讓角色符合貴婦形象，江祖平從服裝打扮著手。另外江祖平表示近期拍攝的戲以打架和吵架為主，身上多有瘀傷和痠痛，像是拍動作戲。
拍攝打戲時，演員廖苡喬和江祖平間會彼此溝通如何避免造成對方傷害，其中廖苡喬表示江祖平是自己的武術指導，江祖平另外表示因為拍攝打戲傷體力，拍攝的意願低於哭戲，兩人均表示在對戲時因為經常需要保持憤怒的情緒，經常產生頭暈、嘔吐等身體不適反應。
拍攝的戲分部分在南澳山區進行，對演員陳冠霖而言體力負荷較大，也造成容易暈車的演員黃少祺不適，黃少祺表示相關戲份有上戰鬥營的感覺。
為江祖平與黃玉榮的跳舞戲份，劇組製作單位聘請國際標準舞蹈專業教師楊廣正指導。拍攝過程中，雖黃玉榮有男子團體經歷，但拍攝仍不順利，需要江祖平輔助數拍子才能順利拍攝跳舞橋段。

## 預告片
官方YouTube頻道三立台劇 SET Drama在6月11日起發布前導預告，預告標題是三兄弟、四葉草及周家篇；6月21日起發布正式預告，預告標題是三兄弟願望篇。在Instagram平台上，預告的協作者包含三立台劇、魔力時代傳媒的官方帳號。

### 抄襲質疑
官方釋出的預告片情節與民視作品2004年的意難忘類似，同樣都有打鬥及落水的戲份，部份的輿論提及該劇的劇情會從願望變絕望。另也有輿論提及霍正奇的角色設定和意難忘的王家兩兄弟、阿水、蔡進炮等角色相似；結拜兄弟的設定則與民視作品多情城市相似。對抄襲的質疑，江宏恩認為每個人所感受到的不同，自己參與的戲有獨立性沒有其他戲劇影子，演員參與其中很認真，雖然辛苦但樂在其中。

## 周邊花絮
江宏恩經常叫外送分享給劇組人員，因為黃少祺很注重身材保養，所以江宏恩表示壓力較大。因夏語心在臉書用曖昧文字要求觀眾臆測他飾演的角色身分，經記者採訪後證實夏語心並非演江宏恩的情婦，而是女兒，現年53歲的江宏恩飾演現年38歲夏語心的父親。
陳冠霖提及拍攝的戲特別辛苦的是在懸崖吊鋼絲，該戲份拍了5個小時，過程中參與的劇組人員曾經腳滑而嚇到陳冠霖，拍攝結束後形容腿像是不是自己的，也因為拍攝戲份與意外相關，收到較多紅包。另外在採訪過程中黃少祺透漏陳冠霖體重達80公斤。
韓宜邦及林萱瑜在2024年6月12日登記結婚，被懷疑是否因為結婚懷孕，林萱瑜澄清不可能在拍攝願望期間懷孕，且因為正在趕拍願望，婚禮時間未定。
華千涵飾演的角色因為角色不討喜，被觀眾討厭並給予滾出台灣及其他與性侵害有關文字的回饋。對於這些回饋，華千涵以封鎖方式應對，另華千涵強調所飾演角色個性與自己不一致，要符合角色形象罵人並不容易。
鄒承恩因為不熟悉台語，在演出時壓力較大，一度牙齦發炎導致蜂窩性組織炎，下顎發麻，拔除智齒後好轉。拍攝的部分經過江宏恩在片場協助練習下，演出的狀況有改善。

## 主題曲
在官方YouTube頻道公開的影片版本，片頭曲採用愛我你甘敢，片尾曲採用紅塵癡情夢，依照發行商豪記唱片及導演文豪分別公開在各自YouTube的資訊，這同時是另一部戲劇的片頭曲和片尾曲，片頭曲公開發行於2024年7月4日，收錄於同名專輯愛我你甘敢第二首。

## 外部連結
- 台娛百科上的願望演員及角色詳細資訊
- 三立台劇YouTube頻道 （页面存档备份，存于）